# 有你陪伴
《有你陪伴》，是一部改編自嚴一輝先生、黃靜貽小姐真實故事的電視劇，由米可白、唐治平、班鐵翔、陳季霞、蘇意菁、林健寰、范時軒、王為等演員主演，並於2018年5月14日起於大愛電視20:00正式首播。

## 播出時間
以下時間以當地時間（台灣時間）為準

### 電視首播
| 頻道                            | 所在地 | 播映日期                     | 播映時間 |
| 大愛電視台 （數位頻道同步播出） | 台灣   | 2018年5月14日－2018年6月15日 | 20:00    |

### 網路首播
| 頻道                 | 備註                 | 播映日期                     | 播映時間 |
| Yahoo! TV            | 與大愛電視台同步播出 | 2018年5月14日－2018年6月15日 | 20:00    |
| YouTube 大愛網路劇場 | 與大愛電視台同步播出 | 2018年5月14日－2018年6月15日 | 20:00    |

## 演員角色列表

### 主要角色
| 演員   | 角色   | 介紹 | 登場集數      |
| 唐治平 | 嚴一輝 | 嚴父、嚴母的兒子，鈴菁的弟弟，黃靜貽的丈夫，黃父、黃母的女婿 個性沉穩內向，對佛經有研究，宗教篤信觀音，素食主義者。                                   | 第1集－第25集 |
| 米可白 | 黃靜貽 | 黃父、黃母的女兒，嚴一輝的妻子，鈴菁的弟媳，嚴父、嚴母的媳婦 個性活潑外向，十幾歲就北上奮鬥工作，在百貨公司擔任服飾銷售員，宗教篤信觀音，素食主義者。 | 第1集－第25集 |
| 班鐵翔 | 嚴父   | 嚴一輝、鈴菁的父親，黃靜貽的公公。 | 第1集－       |
| 陳季霞 | 嚴母   | 嚴一輝、鈴菁的母親，黃靜貽的婆婆。 | 第1集－       |
| 蘇意菁 | 黃母   | 黃靜貽的母親，嚴一輝的岳母。 | 第1集－       |
| 林健寰 | 黃父   | 黃靜貽父親，嚴一輝的岳父。 | 第1集－       |

### 次要角色
| 演員   | 角色   | 介紹                                                                                                 | 登場集數    |
| 林筳諭 | 張美琴 | 在百貨公司擔任銷售員，是黃靜貽職場上多年的好同事。                                                   | 第2集－第集 |
| 吳佩凌 | 鈴菁   | 嚴父、嚴母的女兒，嚴一輝的姊姊，黃靜貽的大姑。                                                       | 第3集－第集 |
| 范時軒 | 李美欣 | | 第集－第集  |
| 王為   | 劉德富 | | 第集－第集  |
| 林佑星 | 楊浩展 | 邱純慧丈夫                                                                                           | 第集－第集  |
| 林可唯 | 邱純慧 | 楊浩展妻子                                                                                           | 第集－第集  |
| 汪建民 | 陳英豪 | 麗瓊丈夫                                                                                             | 第集－第集  |
| 黃婕菲 | 麗瓊   | 陳英豪妻子                                                                                           | 第集－第集  |
| 傅顯皓 | 陳仁傑 | 陳英豪與麗瓊兒子                                                                                     | 第集－第集  |
| 林紹霆 | 周志祥 | | 第集－第集  |
| 紀殷澤 | 趙國棟 | 陳英豪的學生                                                                                         | 第集－第集  |
| 段可風 | 吳家珊 | 在百貨公司擔任樓管，管理嚴厲，沒有人情味，被櫃姐們稱作為「電眼」，因小芬流產事件被公司高層火速辭退。 | 第2集－第集 |
| 林嘉微 | 小芬   | 在百貨公司擔任櫃姐，是黃靜貽職場上同事，懷孕期間撐著上班，長時間強忍久站體力透支，昏倒送醫導致流產。 | 第2集－第集 |

## 電視劇歌曲
| 曲別   | 歌名          | 演唱者 | 作詞   | 作曲   | 編曲   |
| 片頭曲 | 多謝陪伴      | 錦雯   | 吳嘉祥 | 吳嘉祥 | 吳嘉祥 |
| 片尾曲 | 幾分苦 幾分甜 | 荒山亮 | 十方   | 荒山亮 | 翁偉瀚 |

## 大愛會客室名單
| 集數  | 日期          | 來賓 |
| 第1集 | 2018年5月14日 |      |

## 工作人員列表

### 製作團隊
- 監　製：臧蕙年、葉樹姍、王端正
- 總策劃：關兆宏
- 製作人：鄧美珍
- 編　審：熊九山
- 編審統籌：鍾易儒
- 導　演：陳家俊
- 編　劇：梁明智、楊念純、鄧沛雯、何采蓁、張清慧
- 企劃宣傳：朱玪慧、熊九山、林志儒、魏鳳萱
- 顧　問：黃靜貽、嚴一輝

## 外部連結
- 有你陪伴 官方網站 （页面存档备份，存于）－大愛劇場
- 大愛劇場的Facebook專頁
- 《有你陪伴 （页面存档备份，存于）》-YAHOO! TV （页面存档备份，存于） 線上看

| 臺灣 大愛電視 每週一至週五 20:00 - 20:50 · *本劇起調整為每週一至週五播出                    | 臺灣 大愛電視 每週一至週五 20:00 - 20:50 · *本劇起調整為每週一至週五播出 | 臺灣 大愛電視 每週一至週五 20:00 - 20:50 · *本劇起調整為每週一至週五播出 |
| ------------------------------------------------------------------------------------------- | ------------------------------------------------------------------------ | ------------------------------------------------------------------------ |
|                                                                                             | 有你陪伴 （2018年5月14日－2018年6月15日）                                |                                                                          |
| 智子之心 （2018年5月10日－2018年5月11日） 電視電影：愛別離 （2018年5月12日－2018年5月13日） | 阿英的成長日記 （2018年6月18日－2018年8月1日）                           |                                                                          |